# تفجيرات عمان 2005
تفجيرات عمان 2005 هي سلسلة من الهجمات الانتحارية المنسقة باستخدام أحزمة ناسفة استهدفت ثلاث فنادق في وسط العاصمة الأردنية عمان. وقعت التفجيرات الثلاثة يوم الأربعاء الموافق 9 نوفمبر 2005 وبات هذا اليوم يعرف في الإعلام الرسمي باسم (الأربعاء الأسود).
وقع أولها في تمام الساعة التاسعة والنصف في التوقيت المحلي لمدينة عمان في مدخل فندق الراديسون ساس، ثم ضرب الثاني فندق حياة عمان وبعدها بدقائق تم استهداف فندق دايز إن. وصل التقدير المبدئي للضحايا إلى 57 قتيل وما ينوف على 115 جريح. كان السبب الرئيسي لارتفاع عدد القتلى هو حدوث تفجير فندق الراديسون أثناء إقامة حفلة زفاف لعائلة أردنية. تبنت قاعدة الجهاد في بلاد الرافدين مسؤولية التفجيرات.

## المنفذون
في إعلان على شبكة الإنترنت نشر في اليوم التالي للتفجيرات منسوب لتنظيم القاعدة في بلاد الرافدين (العراق)، تحمل مسؤولية الهجمات. كما نشر الإعلان أسماء المنفذين: أبو خبيب وأبو معاذ وأبو عميرة وأم عميرة، وكلهم عراقيو الجنسية. وكان أفراد من الحكومة الأردنية بدؤوا في توجيه أصابع الإتهام للجماعات الإسلامية المسلحة والذي يعد أبو مصعب الزرقاوي الأردني الجنسية أحد أبرز مسؤوليها، وذلك قبل نشر القاعدة لإعلانها. وقال ديفيد كلاريدج من مجموعة جانوسيان لإدارة المخاطر الأمنية ومقرها لندن ولها مكتب في الأردن «يثور شك قوي في علاقة ذلك بالعراق، من المحتمل جداً أن يكون الزرقاوي.» وأضاف كلاريدج أن الأردن أعلن في الأيام القليلة الماضية عزمه إرسال سفير إلى العراق. وتستهدف القاعدة الدبلوماسيين الأجانب في العراق وتسعى لمنع الدول العربية من إرسال مبعوثين.

## الضحايا
تم الإعلان في البدء عن وفاة 67 شخصا وإصابة ما يزيد عن 300 شخص، وتم تعديل الأرقام لاحقا لتصبح 57 قتيلا و115 جريح. وضرب أكبر هذه التفجيرات حفل زفاف في فندق الراديسون ساس فيه حوالي 300 مدعو. وبالرغم من نجاة كل من العروسين، إلا أن كلا الأبوين بالإضافة إلى والدة العروس لاحقا و11 قريبا قتلوا. كما توفي المخرج السوري العالمي مصطفى العقاد الذي كان في مدخل فندق حياة عمان بعد إصابته في التفجيرات بيومين وتوفت ابنته أيضًا، كما تُوفي رجل الأعمال الفلسطيني حسام فتحي أبو جارور، ورئيس جهاز الاستخبارات العسكرية الفلسطينية بشير نافع.
جنسيات الضحايا
| الدولة           | العدد |
| ---------------- | ----- |
| الأردن           | 36    |
| العراق           | 6     |
| فلسطين           | 5     |
| الولايات المتحدة | 4     |
| الصين            | 3     |
| البحرين          | 2     |
| سوريا            | 2     |
| إندونيسيا        | 1     |
| السعودية         | 1     |

## ردود فعل
- الأردن، الملك عبد الله الثاني: قطع الملك زيارة قصيرة له في كازاخستان وعاد إلى الأردن، حيث أدان الاعتداء مصرح قائلاً «سوف تطال العدالة المجرمين»[بحاجة لمصدر]. وقد ألغى أيضاً الملك عبد الله زيارة كان مخطط لها إلى فلسطين.
- الأمم المتحدة، أمين عام الأمم المتحدة كوفي عنان: أجّل زيارته المرتب لها يوم 10 نوفمبر على ضوء التفجيرات، وأدان بشدة الاعتداءات واصفاً اياها بالإرهابية. وأكد أيضاً ضرورة إنشاء قوة دولية لمكافحة الإرهاب على مستوى العالم.

## سوابق
تعتبر هذه الحادثة واحدة من سلسلة حوادث استهدفت الأردن على يد مجموعات إسلامية متشددة، ففي شهر أغسطس 2004، أطلق ثلاثة صواريخ على سفينة أمريكية في خليج العقبة، أخطأت بعضها السفينة لتصيب مواقع مدنية في مدينة العقبة، كما تم إحباط عدة محاولات لعمليات سابقة من ضمنها محاولة تنفيذ هجوم في عمان ادعت الحكومة الأردنية أنه كيماوي في العام 2004 أيضا، ومحاولات لمهاجمة سياح أمريكيين وإسرائيليين عام 2000.